# بيت بيوت (مسلسل)
بيت بيوت هو مسلسل كويتي تم بثه في تاريخ 30 ديسمبر 2020.

## طاقم العمل
مريم الصالح، سليمان الياسين، عبد المحسن نمر، نور الكويتية، إنتصار الشراح، هبة الدري
الشخصيات
مريم الصالح: شاهة ام حمد
سليمان الياسين : حمد
عبد المحسن النمر: د.تركي النشار
نور: لطيفة زوجة حمد
إنتصار الشراح : خزنة
هبة الدري: سعاد
هدية بدر : خلود بنت خزنة
شهد الياسين: هبة
محمد الرمضان: د.طارق
مرام البلوشي : حنان
غرور: منيرة
عبد الله الرميان : جراح
نواف العلي : فيصل
حسين الحداد: سالم
نورا: إخلاص
أحمد بن حسين : صالح _طفل
بدر عطوان : فهد _ طفل
ليلى الرندي :نجوان _طفلة
ليال الفودري:نور _الطفلة
مبارك الخضر :عزام _الطفل